# پادشاهی زولو
پادشاهی زولو (به لاتین: Zulu Kingdom) یک منطقهٔ مسکونی در آفریقای جنوبی است که در جنوب آفریقا واقع شده‌است.

## تاریخچه
زولوها
تا اوایل قرن نوزدهم میلادی، زولوها افراد قبیله کوچکی را تشکیل می‌دادند؛ و در جنوب آفریقا زندگی می‌کردند سپس پادشاهی مقتدر به نام شاکا، آنان را به قومی جنگجو و قدرتمند مبدل ساخت زولوها که در قالب گروه‌هایی موسوم به ایمپی سازمان یافته بودند، طی توسعه طلبی خشونت باری که مفکانه نام گرفت بسیاری از قبایل همسایه را قلع و قمع کردند. در اواخر قرن نوزدهم زولوها با مهاجرین بوئر و ارتش بریتانیا جنگیدند و سرانجام در سال ۱۸۷۹، شکست را در مقابل بریتانیایی‌ها پذیرا شدند.
۱۸۱۶م
شاکا(۱۸۲۸–۱۷۸۷) پس از یک سال حکومت شراکتی با برادر ناتنی اش کنترل قبیله زولو را به‌دست می‌گیرد و دوره فتوحاتش آغاز می‌شود.
۱۸۱۹
شاکا رقبای اصلی اش، ندواندی را شکست می‌دهد وی سپس قسمت اعظم ناتال امروزی را فتح می‌کند.
۱۸۲۴
بازدیدکننده گان اروپایی از دربار شاکا از دیدن قساوت شاه زولو تکان می‌خورد او بدون هیچ دلیلی تعدادی از درباریان خود را به قتل می‌رساند و به نظر می‌رسد از تماشای اعدام آن‌ها لذت می‌برد.
۱۸۲۷
ناندی، مادر شاکا می‌میرد. شاکا بر اثر اندوه زیاد دچار جنون آنی شده و فرمان به قتل‌عام می‌دهد تا دیگران نیز در اندوه او سهیم شوند تعداد کشته شده گان بین ۵۰۰ تا ۷۰۰ نفر است.
۱۸۲۸
شاه شاکا، که روز به روز دیوانه تر می‌شد به‌دست دینگانه و مهلا نگنا، برادران ناتنی اش به قتل می‌رسد اندکی بعد دینگانه مهلانگاه را کشته و تاج پادشاهی زولو را به سر می‌گذارد.
۴۰–۱۸۳۸
بوئرها مهاجرین هلندی از کیپ کلنی در آفریقای جنوبی به سمت شمال و بداخل زمینهای مورد ادعای زولوها پیشروی می‌کنند آن‌ها در نبرد رود خون شکست سختی به زولوها وارد می‌کنند دینگانه به قتل رسیده و منصب پادشاهی اش به مپانده یکی از رقبای اصلی اش می‌رسد.
۱۸۷۲
شاه مپانده از دنیا می‌رود و ستوایا که قدرت زولوها را بهبود می‌بخشد جایش را می‌گیرد.
۱۸۷۸
انگلیسی‌ها که حالا کنترل آفریقای جنوبی را در دست دارند، درگیر مخاصمات مرزی با زولوها می‌شوند.
۱۸۷۹
زولوها قسمتی از نیروهای انگلیسی را در نبرد ایساندهلوانا نابود می‌کنند هرچند که گروه کوچکی از سربازان انگلیسی ارتش زولو را در راکرز دریفت متوقف می‌نمایند انگلیسی‌ها با استفاده از نیروی کمکی زولوها را در نبرد اولوندی قاطعانه شکست می‌دهند قدرت زولوها در هم شکسته می‌شوند و قلمروی زولوها به آفریقای جنوبی ملحق می‌گردد.
حقایق ثبت شده
راز پیروزی زولوها در نبرد در سازماندهی و تاکتیک برترشان نهفته‌است. جنگجویان زولو که از سنین کودکی به نحوی تربیت می‌شوند که بتوانند در برابر سختیهای میدان جنگ مقاومت کنند قادرند ۸۰ کیلومتر (۵۰ مایل) در روز راهپیمایی کنند. ارتش زولو به سه قسمت تقسیم شده بود. قسمت سینه که نیروی دشمن را به عقب می‌راند و دو شاخ در دو طرف جبهه که کناره‌های بدون دفاع ارتش دشمن را مورد حمله قرار می‌داد.